# Mikel Antza
Mikel Albizu Iriarte, alias Mikel Antza, né le 7 juin 1961 à Saint-Sébastien  est un dramaturge et écrivain de langue basque ayant une formation en philologie. 
C'est un des principaux dirigeants de l'organisation indépendantiste ETA avec Mobutu et Susper. Il est arrêté le 3 octobre 2004 dans une ferme isolée près de Salies-de-Béarn dans les Pyrénées-Atlantiques (France) avec d'autres membres d'ETA dont sa compagne, María Soledad Iparraguirre alias Elsabeth puis Anboto. Il est libéré le 23 janvier 2019.

## Biographie
Mikel est un littéraire, diplômé en philologie et surnommé parfois « le poète », il doit son pseudonyme à la signature « Antza » sous laquelle il signait des articles dans une revue culturelle basque. À vingt-et-un ans il remporte le prix Ciudad de Irun pour un essai intitulé Susko Gezi bat bezala et signe sous le pseudo d'Antza des chroniques littéraires dans le quotidien Egin. Il a été condamné à 20 ans de réclusion criminelle.
Mikel Antza a été le dirigeant d'ETA qui a été à la tête de l'organisation le plus longtemps, depuis qu'en 1993 il a pris la direction politique jusqu'à ce qu'à son arrestation en 2004. Il a de qui tenir puisque son père, Rafael Albizu Ezenarro est l'un des fondateurs d'ETA. Le jour de la San Fermin, il favorise l'évasion originale de la prison de Martutene de l'écrivain Joseba Sarrionandia, alias Sarri qui y purge trente ans de détention pour appartenance à ETA et d'Iñaki Pikabea alias Piti (trente-trois ans pour le même motif) en se faisant passer pour l'ingénieur de son du chanteur Imanol Larzabal et planquant les fugitifs dans les baffles de l'orchestre. Repéré, il s'enfuit outre Pyrénées et se retrouve à Paris avec l'arrière-garde installée par Txelis, avec qui il collabore sur le thème des relations internationales.

### Narration
- Suzko gezi bat bezala, 1983, GAK;
- Lehen bilduma 82-84, 1985, Susa;
- Odolaren usaina, 1987, Susa;
- Ospitalekoak, 2010, Susa;
- Bakarmortuko kronikak, 2011, Ataramiñe;
- Atzerri, 2012, Susa.

### Poésie
Ametsak ere zain,2015, Susa.

## Autres activités

### Théâtre
- Beteluko balnearioko mirakulua avec Iñaki Uria, 1985, Susa.

### Discographie
- JFK avec Fermin Muguruza;
- Euskaldunok eta zientzia.

### Sources et bibliographie
- (es) Cet article est partiellement ou en totalité issu de l’article de Wikipédia en espagnol intitulé « Mikel Antza » (voir la liste des auteurs).
- (fr) Jean Chalvidant, ETA : L'enquête, éd. Cheminements, coll. « Part de Vérité », octobre 2003, 426 p. (ISBN 978-2-84478-229-8)
- (fr) Jacques Massey, ETA : Histoire secrète d'une guerre de cent ans, Paris, Flammarion, coll. « EnQuête », février 2010, 386 p. (ISBN 978-2-08-120845-2)
- (es) 'Mikel Antza', el cerebro de ETA, article sur le quotidien El Mundo, 3 octobre 2004.
- (fr) Les secrets bien gardés d'ETA, L'Express.fr publié le 01/11/2004 - mis à jour le 29/10/2004
- (fr) Le numéro un d'ETA arrêté au Pays basque, liberation.fr, Édition du 04/10/2004, consulté le : 08/05/2010.